# Imant de neodimi

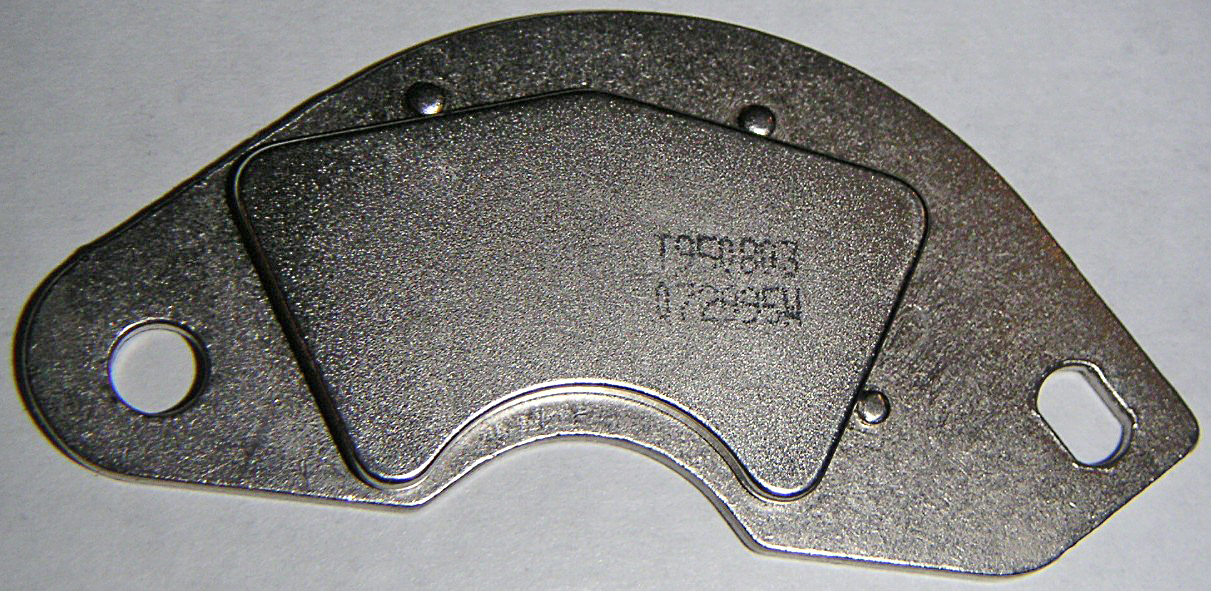
Imant de neodimi amb xapa de níquel component d'un hard drive.

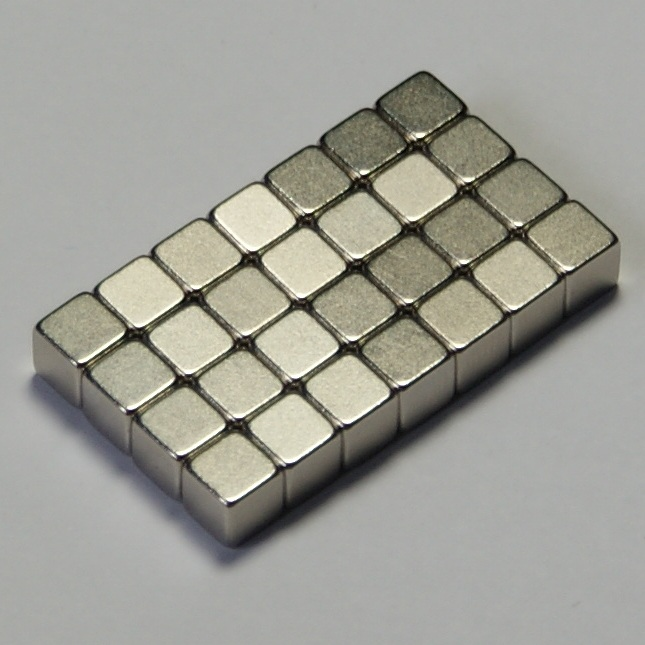
Cubs d'imants de neodimi niquelats

Un imant de neodimi (també conegut com a NdFeB, NIB o, en anglès:Neo magnet), és actualment el tipus d'imant més usat entre els que pertanyen als imants d'elements de les terres rares. És un imant permanent fabricat d'un aliatge de neodimi, ferro i bor per tal de formar Nd₂Fe14B que té una estructura cristal·lina tetraèdrica. Va ser desenvolupat l'any 1982 per les companyies General Motors i Sumitomo Special Metals, els imants de neodimi són el tipus més potent d'imant que es pot trobar en el comerç. Han substituït altres tipus d'imants en moltes aplicacions en productes moderns que requereixin imants permanents forts, com són els motors d'eines sense cable elèctric, discs durs dels ordinadors i les fixacions magnètiques.

## Producció
Hi ha dos sistemes principals de fabricació d'imants de neodimi:
- Metal·lúrgia en pols clàssica o sinterització
- Solidificació ràpida

Els imants de neodimi sinteritzats es preparen fonent els materials de partides en un for, col·locat en un motlle i refredat per a formar lingots. Aquests lingots es polvoritzen i es molturen per a formar petites partícules les quals experimenten un procés de sinterització en fase líquida en la qual la pols s'alinea magnèticament en blocs densos. Aquests blocs es tracten amb calor, es tallen i es magnetitzen.
l'any 2012 es van produir, oficialment, 50.000 tones d'imants de neodimi a la Xina. La Xina produeix més del 95% dels elements de terres rares del món i produeix vora el 76% dels imants de terres rares del món.
Els imants de neodimi que es fabriquen pel procés de solidificació ràpida es preparen aplicant el procediment de melt spinning a una fina banda de l'aliatge NdFeB. Aquesta banda es polvoritza mesclades amb un polímer i per compressió o injecció es posa en imants enllaçats (en anglès:bonded magnets). Els imants enllaçats ofereixen menor intensitat de flux que els imants sinteritzats, però se'ls pot donar formes intricades que són molt útils en alguns casos, i no pateixen pèrdues de corrent eddy significativa.

## Propietats magnètiques
Algunes importants propietats utilitzades per a comparar imants permanents són: la romanència (Br), la coercitivitat (Hci), el producte energia (BHmax), la densitat de l'energia magnètica i la temperatura de Curie (TC). Els imants de neodimi tenen alta romanència, encara més alta coercitivitat i producte energia, però sovint una temperatura de Curie més baixa que altres tipus d'imants. Es fa un aliatge de neodimi amb el terbi i el disprosi per tal de conservar les seves propietats magnètiques a altes temperatures. La taula de sota compara el rendiment magnètic dels imants de neodimi respecte altres tipus d'imants permanents.
| Imant                             | Br (T)   | Hci (kA/m) | BHmax (kJ/m³) | TC (°C) |
| --------------------------------- | -------- | ---------- | ------------- | ------- |
| Nd₂Fe14B (sinteritzat)            | 1.0–1.4  | 750–2000   | 200–440       | 310–400 |
| Nd₂Fe14B (enllaçat)               | 0.6–0.7  | 600–1200   | 60–100        | 310–400 |
| SmCo₅ (sinteritzat)               | 0.8–1.1  | 600–2000   | 120–200       | 720     |
| Sm(Co, Fe, Cu, Zr)₇ (sinteritzat) | 0.9–1.15 | 450–1300   | 150–240       | 800     |
| Alnico (sinteritzat)              | 0.6–1.4  | 275        | 10–88         | 700–860 |
| Sr-ferrita (sinteritzat)          | 0.2–0.4  | 100–300    | 10–40         | 450     |

| Propietat                                        | Neodimi        | Sm-Co        |
| ------------------------------------------------ | -------------- | ------------ |
| Romanència (T)                                   | 1–1.3          | 0.82–1.16    |
| Coercitivitat (MA/m)                             | 0.875–1.99     | 0.493–1.59   |
| Permeabilitat relativa                           | 1.05           | 1.05         |
| Coeficient de temperatura de romanència (%/K)    | −0.12          | −0.03        |
| Coeficient de temperatura de coercitivitat (%/K) | −0.55..–0.65   | −0.15..–0.30 |
| Temperatura de Curie (°C)                        | 320            | 800          |
| Densitat (g/cm³)                                 | 7.3–7.5        | 8.2–8.4      |
| CTE,en direcció magnetitzant (1/K)               | 5.2×10−6       | 5.2×10−6     |
| CTE, en direcció magnetitzant normal (1/K)       | −0.8×10−6      | 11×10−6      |
| Tensió flexiva (N/mm²)                           | 250            | 150          |
| Tensió de compressió (N/mm²)                     | 1100           | 800          |
| Tensió tensora (N/mm²)                           | 75             | 35           |
| Duresa de Vickers (HV)                           | 550–650        | 500–550      |
| Resistivitat elèctrica (Ω·cm)                    | (110–170)×10−6 | 86×10−6      |

## Problemes de corrosió
El Nd₂Fe14B sinteritzat tendeix a ser vulnerable a la corrosió. Per això en molts productes comercials s'afegeix una capa protectora, per exemple de níquel.

## Perills
La gran força exercida per imants de terres rares té alguns perills, per exemple poden arribar a trencar els ossos humans.
Si aquests imants arriben a trencar-se les partícules poden fer mal. Si s'ingereixen els imants causen problemes gàstrics o fins i tot la mort. El fort camp magnètic que creen aquests imants poden desmagnetitzar la banda magnètica de les targetes de crèdit i espatllar altres aparells electrònics.